# Charlie McCoy
Charlie McCoy, född den 28 mars 1941, är en Grammyprisvinnande multimusiker som varit en profil i Nashville länge, främst genom sin skicklighet på munspel. Han har medverkat tillsammans med stora artister som Elvis Presley, Bob Dylan, Simon & Garfunkel och Johnny Cash både på skivinspelningar och på konserter.

## Diskografi
| År   | Album                         | US Country | US  | Skivbolag |
| ---- | ----------------------------- | ---------- | --- | --------- |
| 1967 | The World                     |            |     | Monument  |
| 1972 | The Real McCoy                | 2          | 98  | Monument  |
| 1972 | Charlie McCoy                 | 7          | 120 | Monument  |
| 1973 | Good Time Charlie             | 1          | 155 | Monument  |
| 1973 | The Fastest Harp in the South | 2          |     | Monument  |
| 1974 | The Nashville Hit Man         | 13         |     | Monument  |
| 1974 | Christmas with Charlie        |            |     | Monument  |
| 1975 | Charlie My Boy                | 36         |     | Monument  |
| 1975 | Harpin' the Blues             | 34         |     | Monument  |
| 1976 | Play It Again Charlie         | 48         |     | Monument  |
| 1977 | Country Cookin MG 7612'       |            |     | Monument  |
| 1977 | Stone Fox Chase               |            |     | Monument  |
| 1978 | Greatest Hits                 |            |     | Monument  |
| 1979 | Appalachian Fever             |            |     | Monument  |
| 1988 | 13th                          |            |     | Step One  |
| 1989 | Beam Me Up Charlie            |            |     | Step One  |
| 1992 | Appalachian Fever             |            |     | Step One  |
| 1995 | American Roots                |            |     | Koch      |

Singlar (topp 100 på Billboard Hot Country Songs)
- 1972 - Today I Started Loving You Again (#16)
- 1972 - I'm So Lonesome I Could Cry (#23)
- 1972 - I Really Don't Want to Know (#19)
- 1973 - Orange Blossom Special (#26)
- 1973 - Shenandoah (#33)
- 1973 - Release Me (#33)
- 1974 - Silver Threads and Golden Needles (#68)
- 1974 - Boogie Woogie (med Barefoot Jerry)	(#22)
- 1976 - Wabash Cannonball (#97)
- 1977 - Summit Ridge Drive (med Barefoot Jerry)	(#98)
- 1978 - Fair and Tender Ladies (#30)
- 1978 - Drifting Lovers (#96)
- 1979 - Midnight Flyer (#94)
- 1979 - Ramblin' Music Man (#94)
- 1981 - Until the Nights (med Laney Smallwood) (#94)
- 1983 - The State of Our Union (med Laney Smallwood som Laney Hicks) (#74)